# Вілмот Коллінз
Вілмот Коллінз (англ. Wilmot Collins; нар. 15 жовтня 1963) — американський політик і нинішній мер міста Гелена, штат Монтана, родом з Ліберії. Він переміг Джеймса Сміта, чинного мера упродовж чотирьох термінів, на виборах 7 листопада 2017 року, набравши 51 % голосів. Ця перемога зробила його першою чорношкірою особою, щоб обрана мером будь-якого міста в історії Монтани як штату США.

## Біографія
Коллінз емігрував з рідної Ліберії у Гелену у 1994 році як біженець першої ліберійської громадянської війни. Він звернувся за статусом біженця, щоб з'єднатися зі своєю дружиною, яка перебралася у Монтану за два роки до нього. Згодом він став громадянином США і працював у Міністерстві охорони здоров'я і соціальних служб Монтани, спеціалізуючись на захисті дітей. Упродовж двох десятиліть був членом резерву ВМС США. У Коллінза та його дружини двоє дітей, дочка Джеймі та син Блісс. Вілмот Коллінз — двоюрідний брат Гелен Купер, кореспондентки Нью-Йорк Таймс у Пентагоні.

## Зноски
1. ↑  У 1873 році першим чорношкірим мером міста на території Монтани став Едвард Т. Джонсон, однак на той час Монтана не була штатом, а Гелена — офіційно визнана містом.[3][4]